# Archibald Vivian Hill
Archibald Vivian Hill (ur. 26 września 1886 w Bristolu, zm. 3 czerwca 1977 w Cambridge) – brytyjski fizjolog i biochemik, laureat Nagrody Nobla w 1922 roku.

## Życiorys
W wieku 13 lat rozpoczął naukę w Blundell’s School. W szkole jego najsilniejszą stroną była znajomość matematyki. Od roku 1905 studiował w Trinity College na Uniwersytecie Cambridge. W latach 1920–1923 był profesorem fizjologii na University of Manchester, a następnie w latach 1923–1951 profesorem na University College London (od 1926 do 1951 profesorem honorowym).
W pracy naukowej badał przemiany energetyczne w mięśniach i nerwach. Wykazał, że znaczna część energii jest wytwarzana po skurczu i pozostaje w zależności od obecności tlenu. Za swoje prace otrzymał w 1922 roku Nagrodę Nobla w dziedzinie fizjologii, niezależnie od Niemca Otto Meyerhofa.
Od 1918 roku członek Royal Society. Laureat Medalu Copleya (1948). Odznaczony Orderem Imperium Brytyjskiego (1918),
Orderem Towarzyszy Honoru (1948), Medalem Wolności ze srebrną palmą (1947) oraz Kawalerią Legii Honorowej (1950).

## Wybrane publikacje
(wg źródła)
- Muscular Activity (1926)
- Muscular Movement in Man (1927)
- Living Machinery (1927)
- The Ethical Dilemma of Science and Other Writings (1960)
- Traits and Trials in Physiotogy (1965).